# Champseru

Champseru este o comună în departamentul Eure-et-Loir, Franța. În 1 ianuarie 2022 avea o populație de 347 de locuitori.